# Élections municipales de 2005 à Montréal

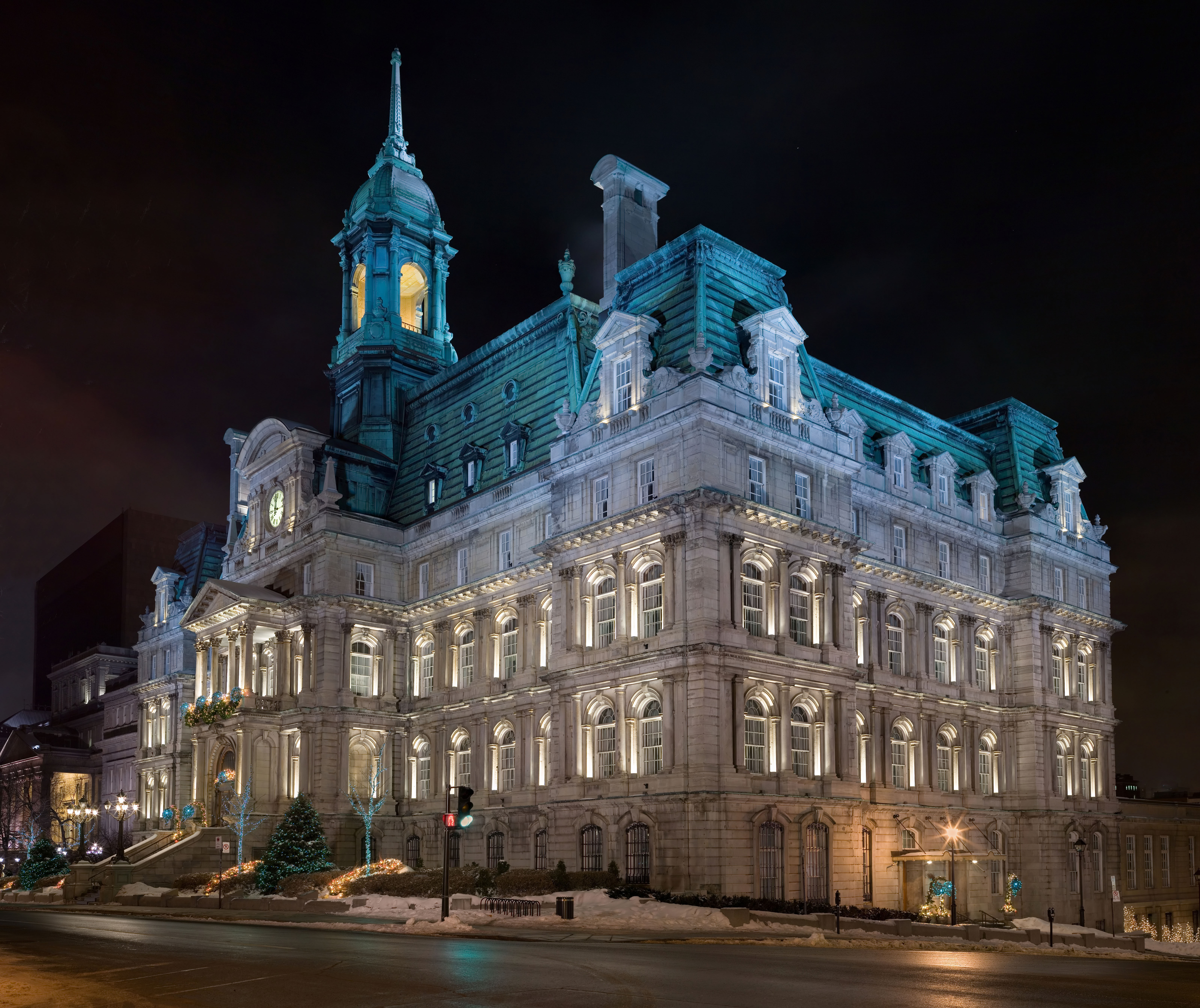
Hôtel de Ville de Montréal

Les élections municipales de 2005 à Montréal se sont déroulées le 6 novembre 2005. Le maire sortant Gérald Tremblay est réélu pour un second mandat.

## Enjeux

### Soutien de la presse
|             | En 2001 | En 2001         | En 2005 | En 2005         |
| ----------- | ------- | --------------- | ------- | --------------- |
| The Gazette |         | Gérald Tremblay |         | Gérald Tremblay |
| La Presse   |         | Gérald Tremblay |         | Gérald Tremblay |
| Le Devoir   |         | Pierre Bourque  |         | Gérald Tremblay |

### Sondages
| Dernier jour du sondage | Gérald Tremblay | Pierre Bourque | Autres | Abstention ou indécis | Sondeur | Échantillon | ME    | Lien |
| ----------------------- | --------------- | -------------- | ------ | --------------------- | ------- | ----------- | ----- | ---- |
| Dernier jour du sondage |                 |                |        | Abstention ou indécis | Sondeur | Échantillon | ME    | Lien |
| Résultats du vote       | 53,73           | 36,32          | 9,95   |                       |         |             |       |      |
| 31 août 2003            | 41              | 32             | 15     | 12                    | Léger   | 2 007       | ± 4,0 | PDF  |

## Résultats

### Poste de maire
|                                                    | Union Montréal       | Gérald Tremblay (sortant) | 202 302   | 53,73  |  |  |  |
|                                                    | Vision Montréal      | Pierre Bourque            | 136 769   | 36,32  |  |  |  |
|                                                    | Projet Montréal      | Richard Bergeron          | 32 126    | 8,53   |  |  |  |
|                                                    | Parti éléphant blanc | Michel Bédard             | 5 329     | 1,42   |  |  |  |
|                                                    |                      |                           |           |        |  |  |  |
| Inscrits                                           | Inscrits             | Inscrits                  | 1 113 059 | 100,00 |  |  |  |
| Abstentions                                        | Abstentions          | Abstentions               | 724 051   | 65,05  |  |  |  |
| Votants                                            | Votants              | Votants                   | 389 008   | 34,95  |  |  |  |
| Blancs et nuls                                     | Blancs et nuls       | Blancs et nuls            | 12 482    | 3,21   |  |  |  |
| Exprimés                                           | Exprimés             | Exprimés                  | 376 526   | 96,79  |  |  |  |
| Source : Rapport officiel du recensement des votes |                      |                           |           |        |  |  |  |

### Conseil municipal

#### Mairies d'arrondissement
| Arrondissement                           | Maire élu                       | Parti | Parti           |
| ---------------------------------------- | ------------------------------- | ----- | --------------- |
| Ahuntsic-Cartierville                    | Marie-Andrée Beaudoin           |       | Union Montréal  |
| Anjou                                    | Luis Miranda (sortant)          |       | Équipe Anjou    |
| Côte-des-Neiges–Notre-Dame-de-Grâce      | Michael Applebaum (sortant)     |       | Union Montréal  |
| Lachine                                  | Claude Dauphin (sortant)        |       | Union Montréal  |
| LaSalle                                  | Manon Barbe (sortant)           |       | Union Montréal  |
| L'Île-Bizard–Sainte-Geneviève            | Richard Bélanger                |       | Union Montréal  |
| Mercier–Hochelaga-Maisonneuve            | Lyn Thériault Faust             |       | Vision Montréal |
| Montreal-Nord                            | Marcel Parent (sortant)         |       | Union Montréal  |
| Outremont                                | Stéphane Harbour (sortant)      |       | Union Montréal  |
| Pierrefonds—Roxboro                      | Monique Worth (sortante)        |       | Union Montréal  |
| Le Plateau-Mont-Royal                    | Helen Fotopulos (sortante)      |       | Union Montréal  |
| Rivière-des-Prairies–Pointe-aux-Trembles | Cosmo Maciocia (sortant)        |       | Union Montréal  |
| Rosemont—La Petite-Patrie                | André Lavallée                  |       | Union Montréal  |
| Saint-Laurent                            | Alan DeSousa (sortant)          |       | Union Montréal  |
| Saint-Léonard                            | Frank Zampino (sortant)         |       | Union Montréal  |
| Le Sud-Ouest                             | Jacqueline Montpetit (sortante) |       | Union Montréal  |
| Verdun                                   | Claude Trudel                   |       | Union Montréal  |
| Ville-Marie                              | Benoit Labonté                  |       | Union Montréal  |
| Villeray–Saint-Michel–Parc-Extension     | Anie Samson                     |       | Vision Montréal |